# Fotopiskt seende
Fotopiskt seende eller dagseende är det sätt som receptorerna i ögat uppfattar fotonstrålningen (ljuset) vid luminansnivåer på minst 3 candela per kvadratmeter. Vid lägre luminansnivåer minskar de färgkänsliga tapparnas känslighet och allt mer av seendet sker med hjälp av stavarna som reagerar på ljus oavsett våglängd och ger ett seende i olika grader av grått. Det rena mörkerseendet kallas skotopiskt seende, medan mesopiskt seende innebär att tapparna fortfarande ger viss färginformation.